# Gela Szeksztajn

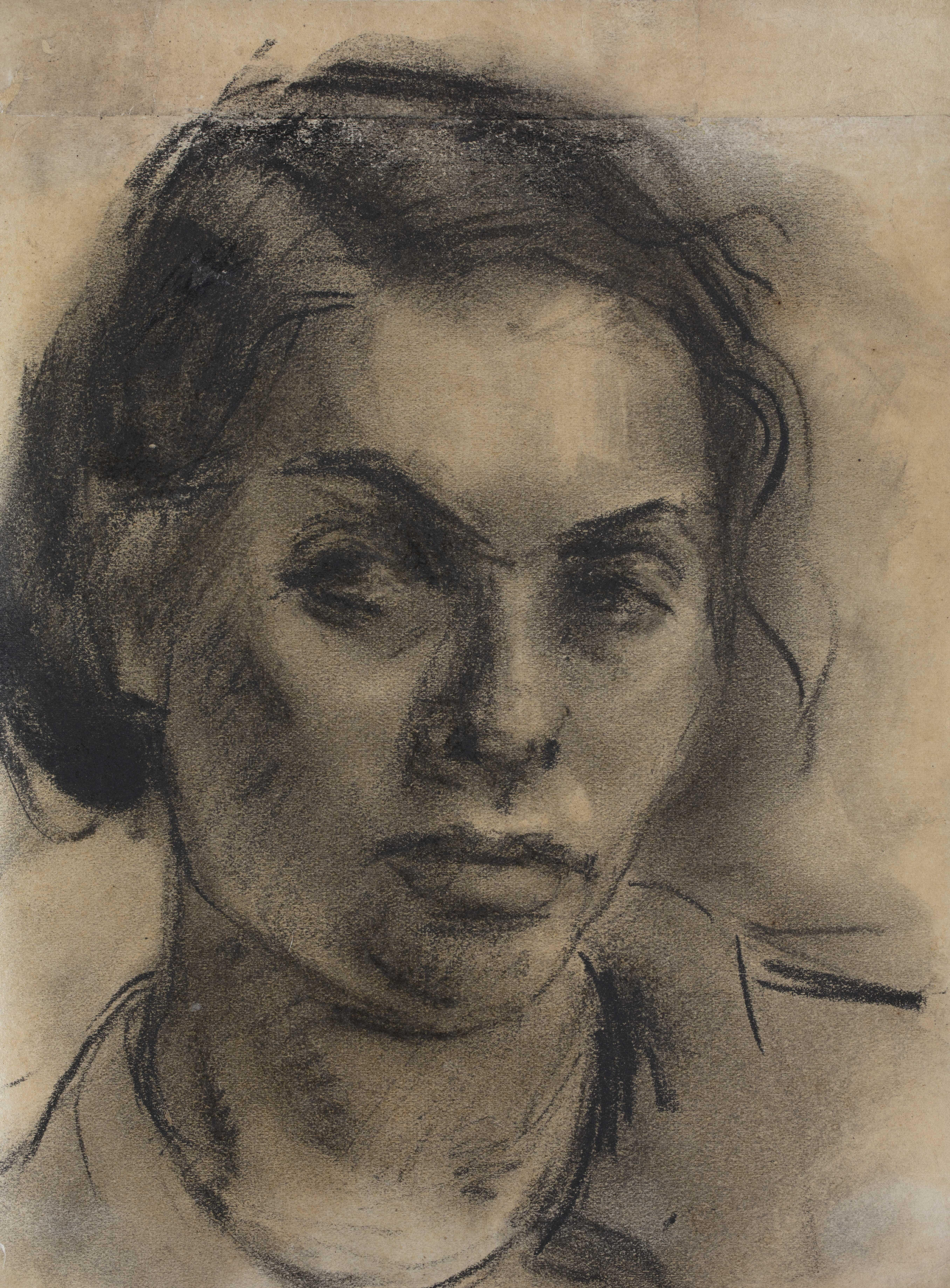
Selbstporträt von Gela Seksztajn (1943)

Gela Szeksztajn-Lichtensztajn (geb. 1907 in Warschau; gest. 21. April 1943 ebenda) war eine polnische Malerin und Grafikerin jüdischer Herkunft und Opfer des Holocaust. Sie kam beim Aufstand im Warschauer Ghetto ums Leben.

## Leben
Gela Seksztajn wurde 1907 in Warschau als Tochter eines Schuhmachers geboren. Ihre Mutter stammte aus einer gebildeten Familie und hatte eine körperliche Behinderung. Sie starb 1918, als Gela 11 Jahre alt war.
Schon als Kind liebte Gela es, zu zeichnen und zu malen, und ihr Talent fiel in der Schule auf. Doch weil die Familie in Geldnot geraten war, konnte das junge Mädchen ihrer Leidenschaft nicht nachgehen, sondern musste schon in jungen Jahren zum Lebensunterhalt der Familie beitragen. Sie absolvierte einen Schneiderkurs und verdiente mit ihren Näharbeiten etwas Geld.
Durch die Vermittlung berühmter Künstler wie Israel Joschua Singer, Jonas Turkow und Henryk Kuna erhielt sie ein Stipendium und ging nach Krakau, wo sie bei Professor Wojciech Weiss an der Akademie der Bildenden Künste Krakau studierte.
Nach Abschluss ihres Studiums kehrte sie 1937 nach Warschau zurück. Ihre Werke wurden unter anderem in der „Jüdischen Gesellschaft zur Förderung der Bildenden Künste Warschau“ und im Rahmen der „Gesellschaft Jüdischer Künstler und Gestalter in Polen“ ausgestellt. Viele ihrer Freunde waren Schriftsteller, die sie nicht selten porträtierte. Auch Kinder waren ein von ihr bevorzugtes Motiv; sie gab ihnen zudem Kunstunterricht und veranstaltete für sie Sommerlager.
1938 heiratete sie den Warschauer Lehrer, Journalisten und politischen Aktivisten der Poale-Zion-Linken, Israel Lichtensztajn.

## Im Warschauer Ghetto

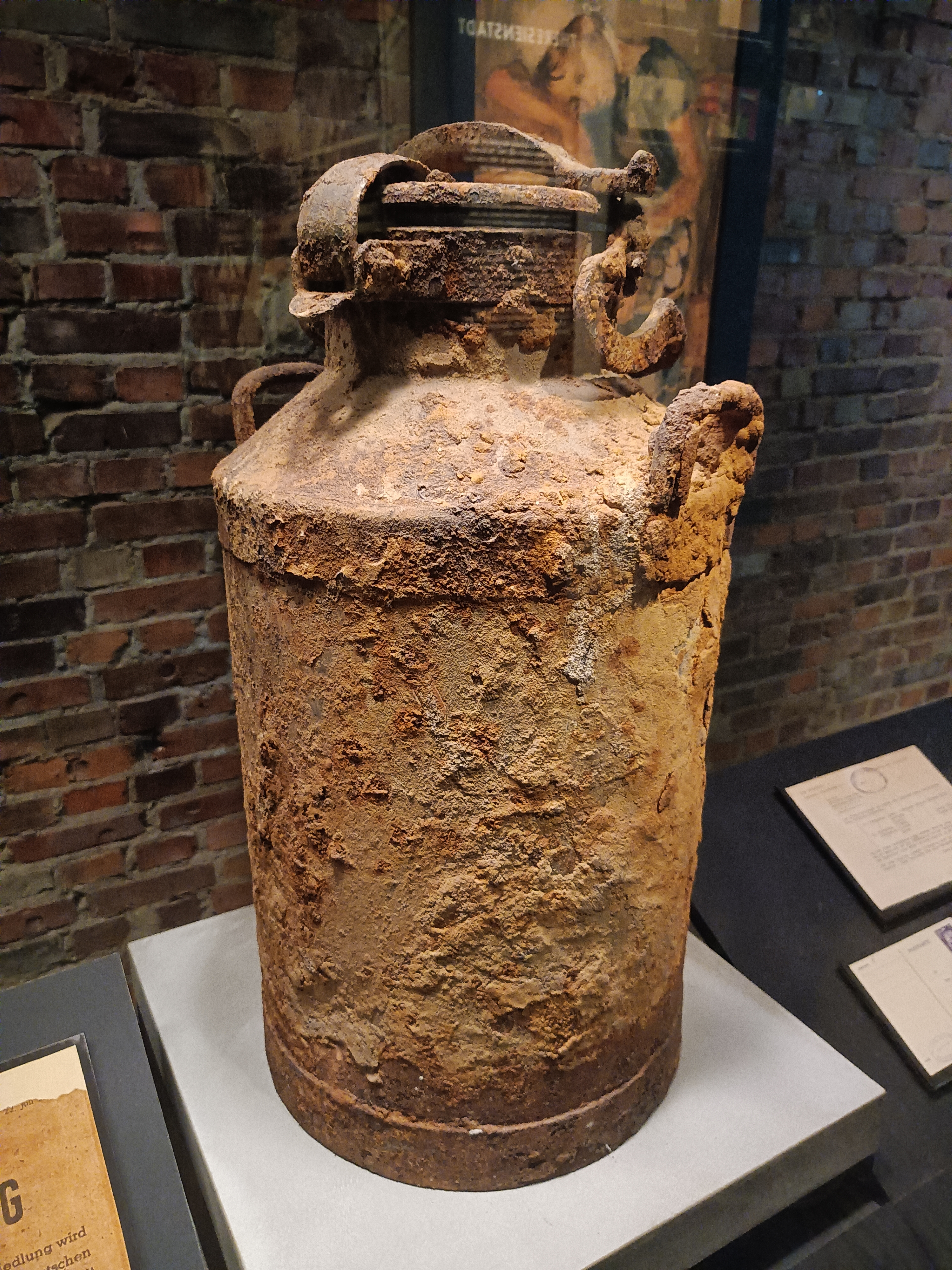
Eine der Milchkannen des Ringelblum-Archivs

Als die deutsche Armee Polen überfiel und Warschau besetzte, wurde die Familie 1940 gezwungen, in das von den SS-Besatzern abgeriegelte jüdische Warschauer Ghetto umzusiedeln. Kurz darauf, am 4. November 1940 kam ihre Tochter Margolin zur Welt.
Gela und ihr Ehemann beteiligten sich aktiv am kulturellen Leben im Ghetto, das meist im Geheimen stattfinden musste, sowie an der Arbeit Jüdischer Selbsthilfeorganisationen für die hungernde Bevölkerung. Gela arbeitete im Ghetto als Zeichenlehrerin, organisierte Ausstellungen von Kinderzeichnungen und nähte Kostüme für Theateraufführungen. Sie arbeitete in öffentlichen Ghettoküchen, Waisenhäusern und Schulen und malte weiter, vor allem Aquarelle, Gouachen und Zeichnungen, von denen ein Teil im Ringelblum-Archiv den Krieg und die fast vollständige Zerstörung des Ghettos überstanden.
Israel Lichtensztajn, Gelas Ehemann, hatte im Ghetto die Organisation Oneg Schabbat mitgegründet, eine Widerstandsgruppe um Emanuel Ringelblum. Das geheime Netzwerk stellte in mühsamer Kleinarbeit ein Untergrundarchiv zusammen und dokumentierte die Gräueltaten der nationalsozialistischen Besatzer für die Nachwelt. In Blechboxen und Milchkannen tief in die Erde eingegraben, konnte das Archiv Besatzung und Krieg überdauern. Im Bestand fand man später auch mehr als 300 Gemälde und Zeichnungen von Gela Seksztajn.

Am 18. April 1943 wurde Gelas Mann von einem SS-Mann oder SS-Helfer nachts auf offener Straße erschossen. Wenig später starb auch Gela Seksztajn mit ihrer zweijährigen Tochter beim Aufstand im Warschauer Ghetto. Kurz vor ihrem Tod schrieb sie, ihr Schicksal vorausahnend: 
„Lebt wohl, Freunde. Lebe wohl, jüdisches Volk. Lasst nie wieder eine solche Katastrophe zu.“

## Einige ihrer Werke

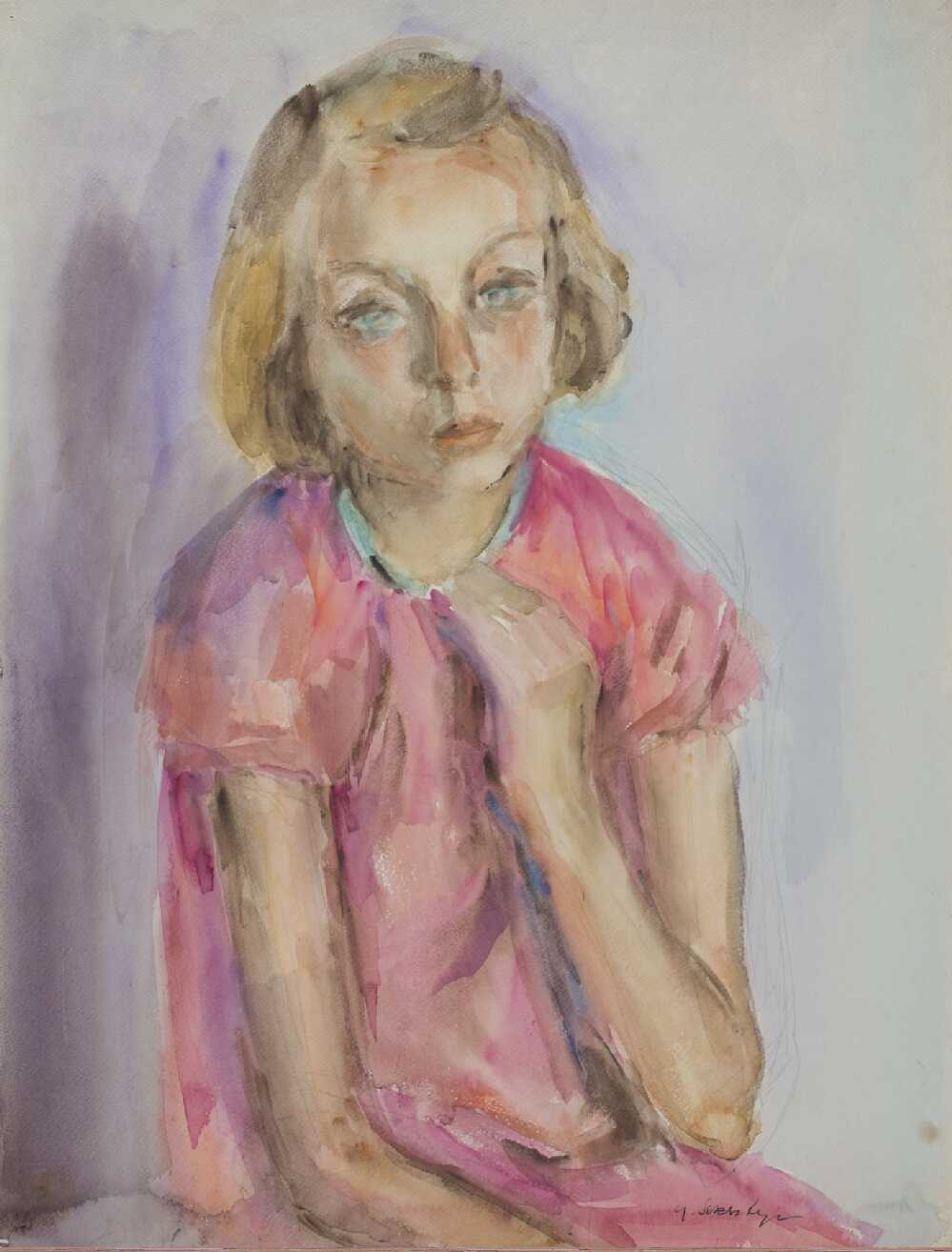
Porträt eines Mädchens
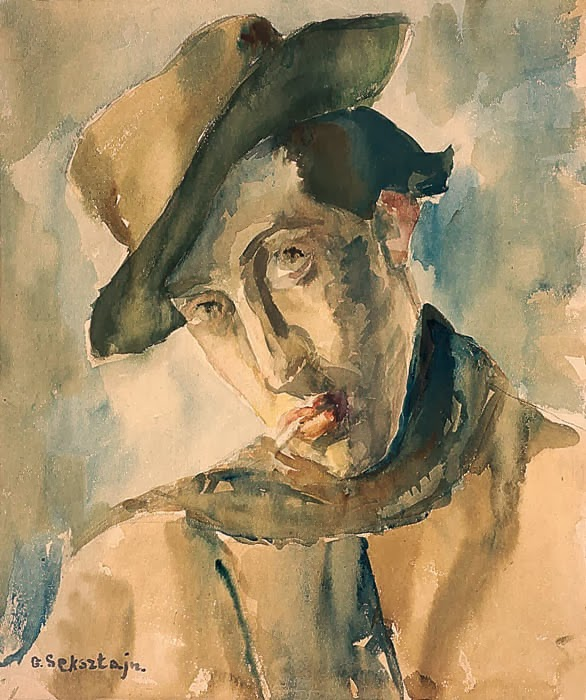
Mann mit Hut
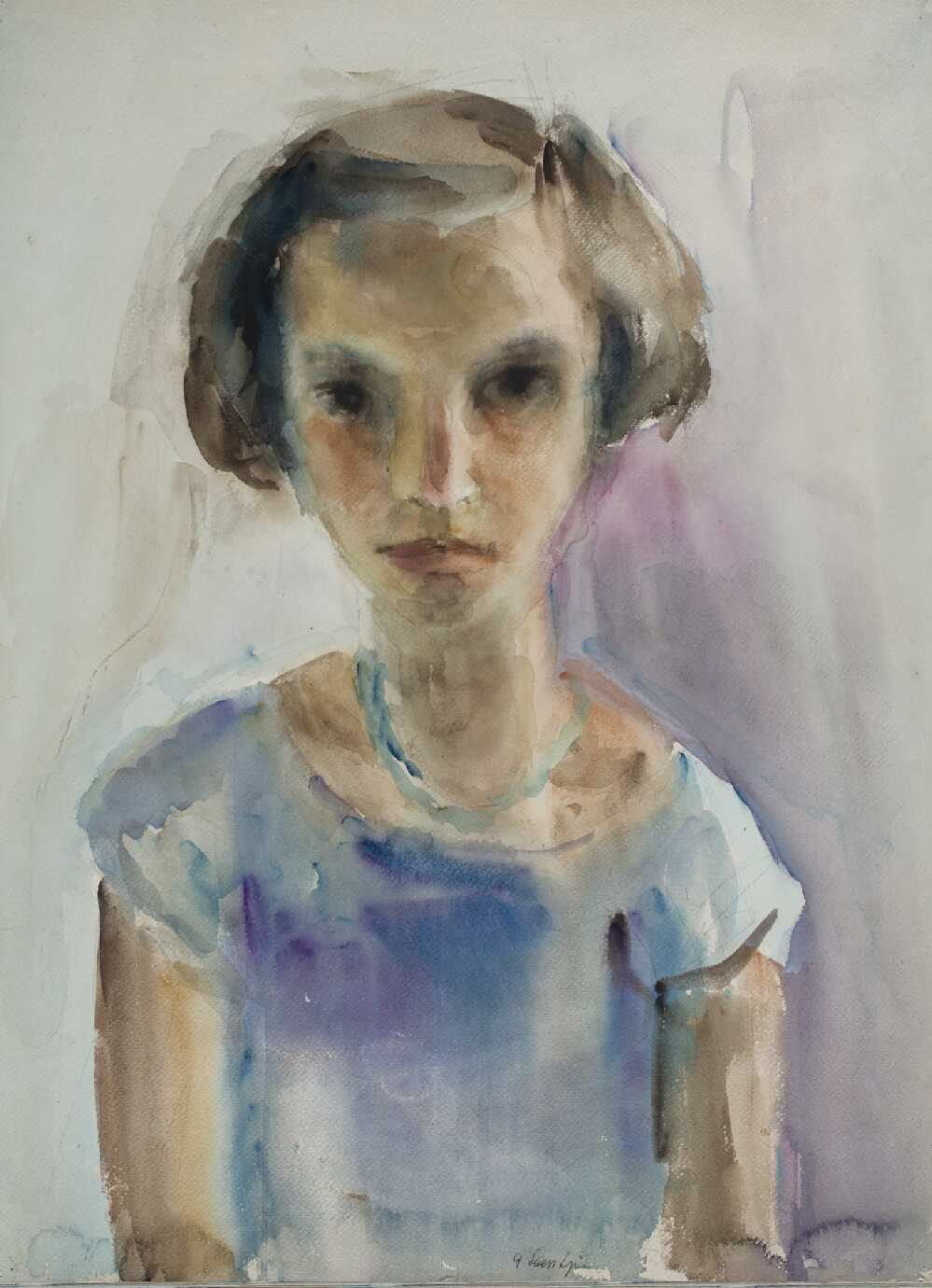
Mädchenporträt
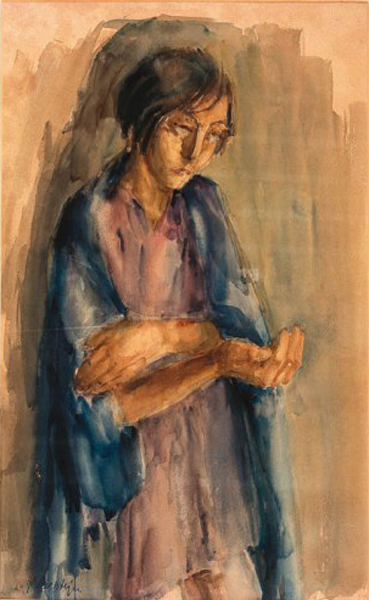
Bettelmädchen
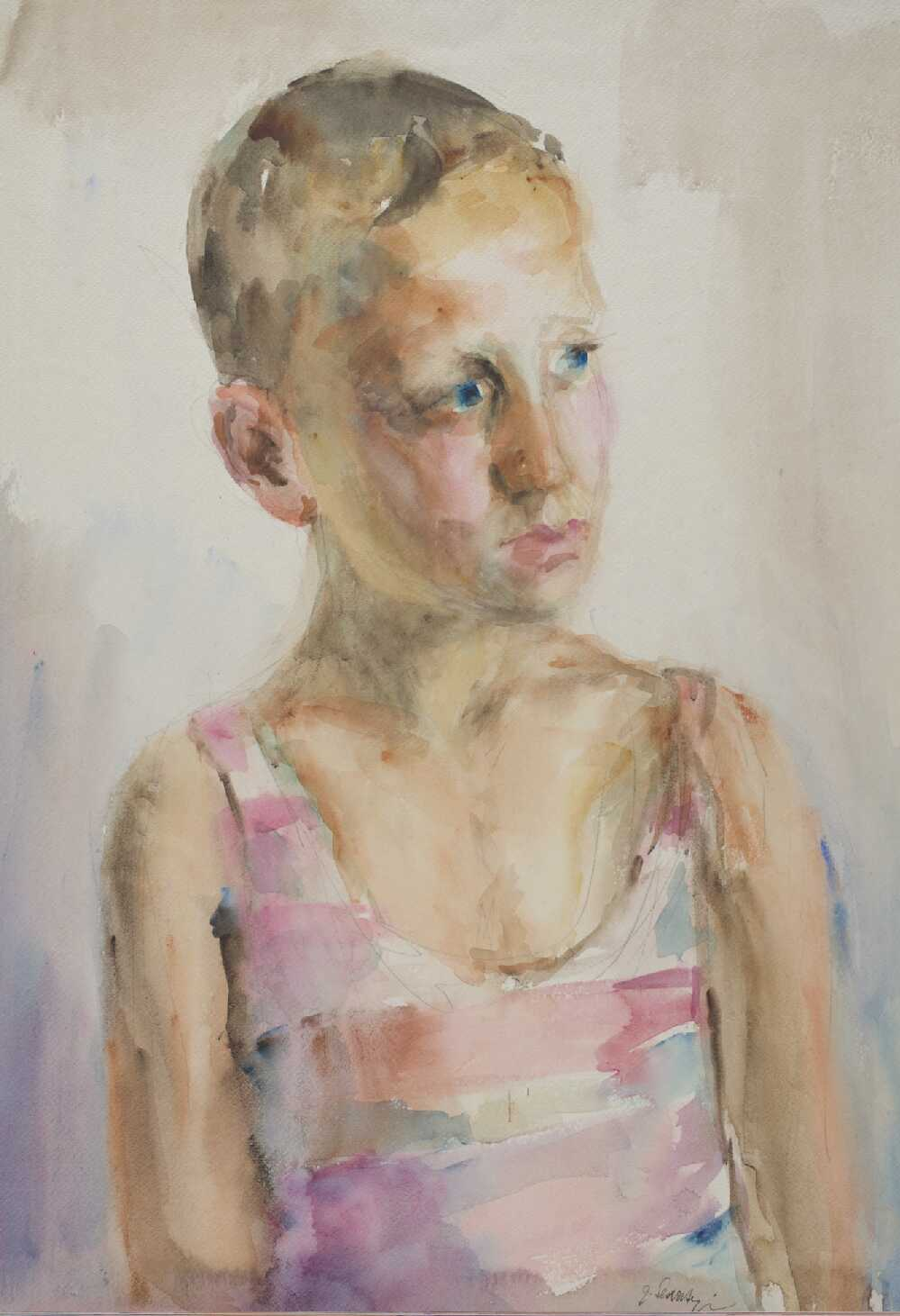
Sitzender Junge
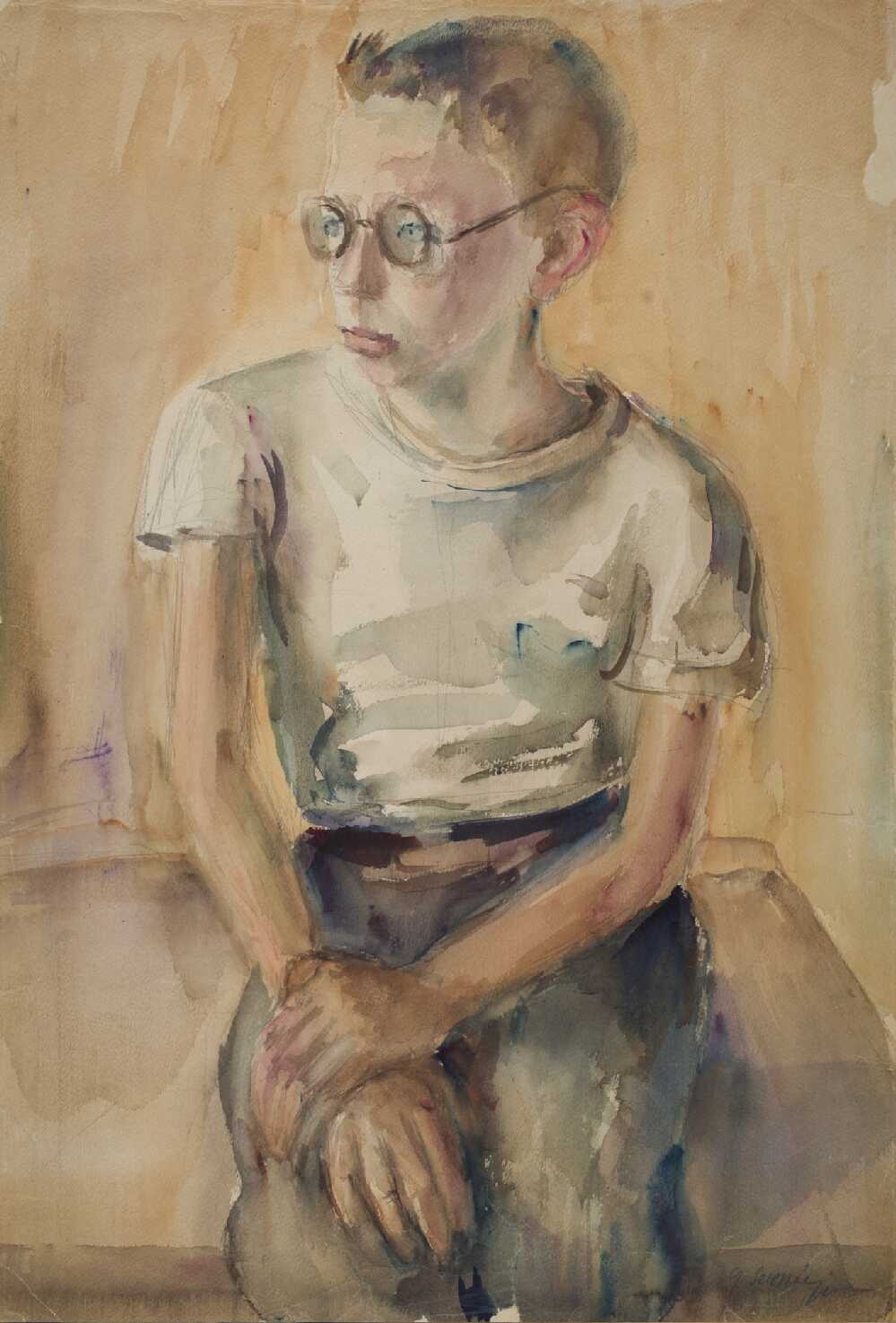
Junge mit Brille
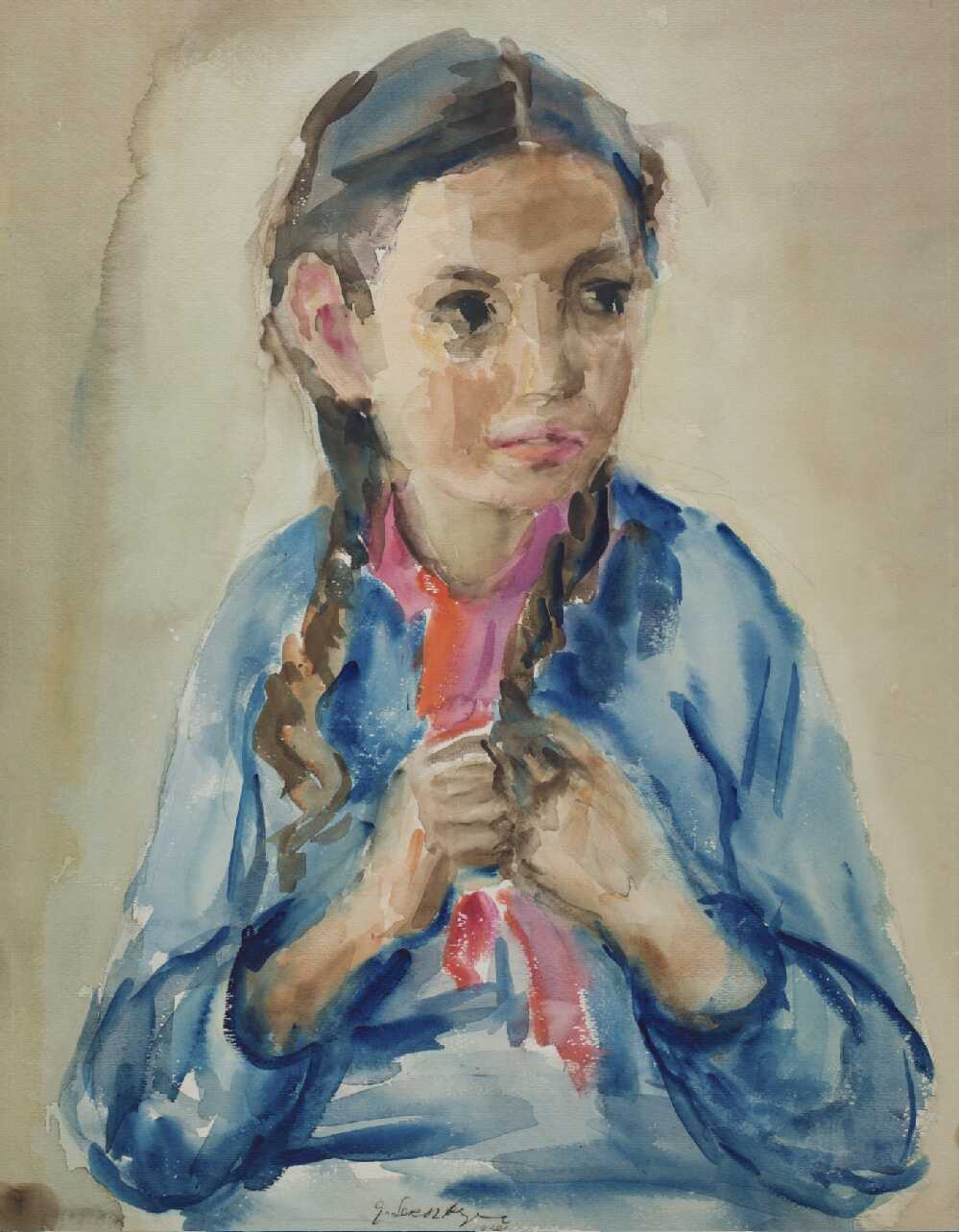
Mädchen
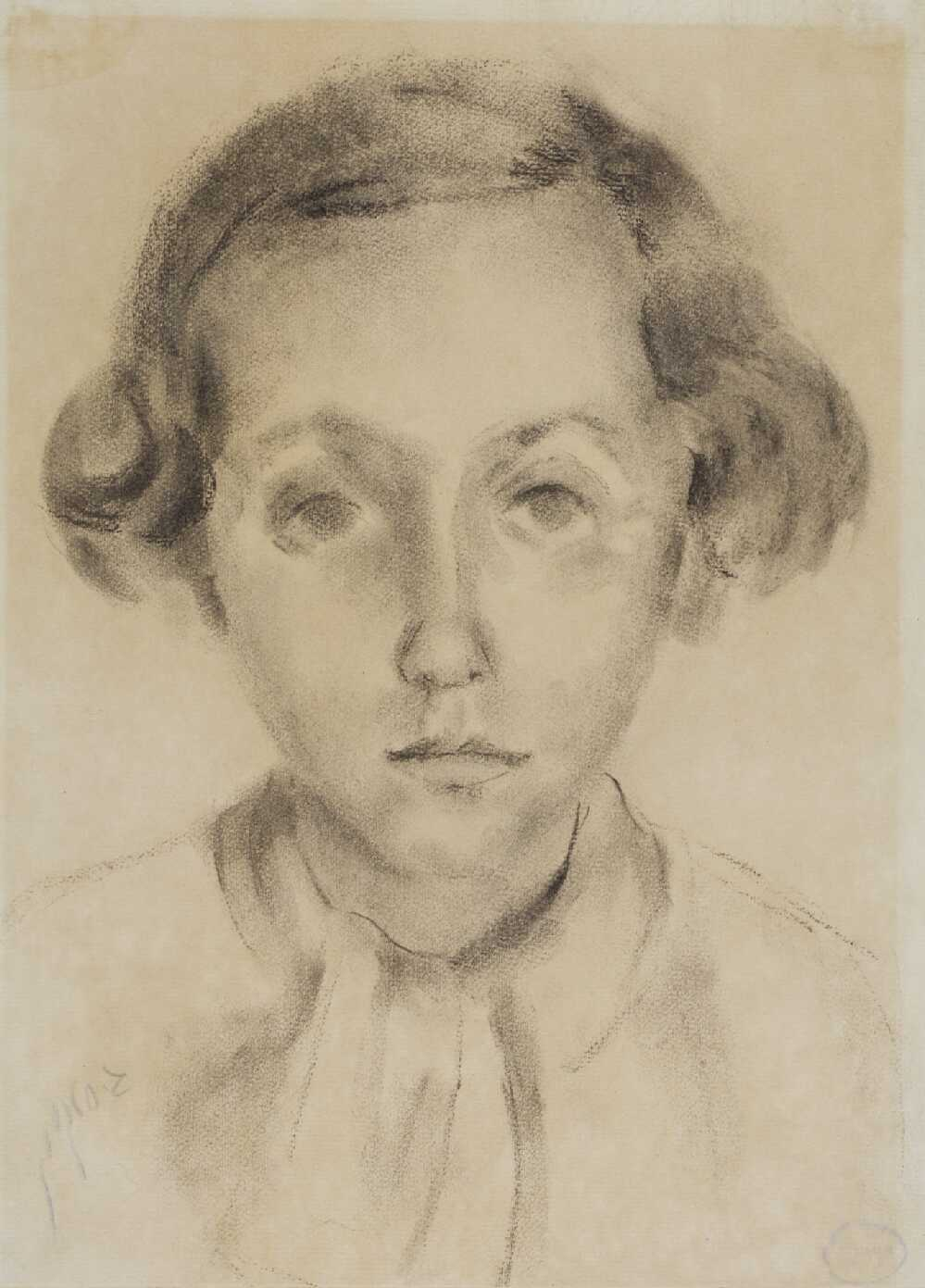
Mädchen
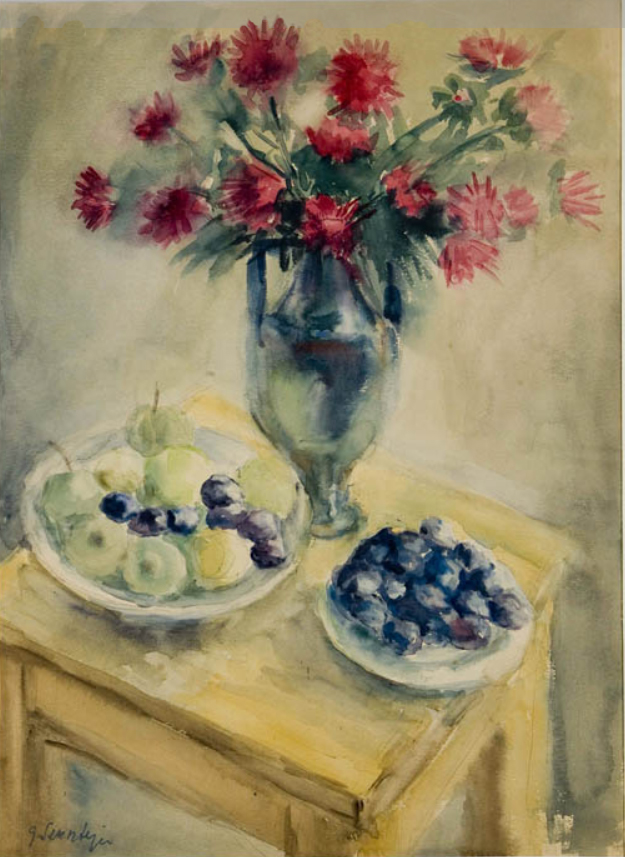
Stillleben
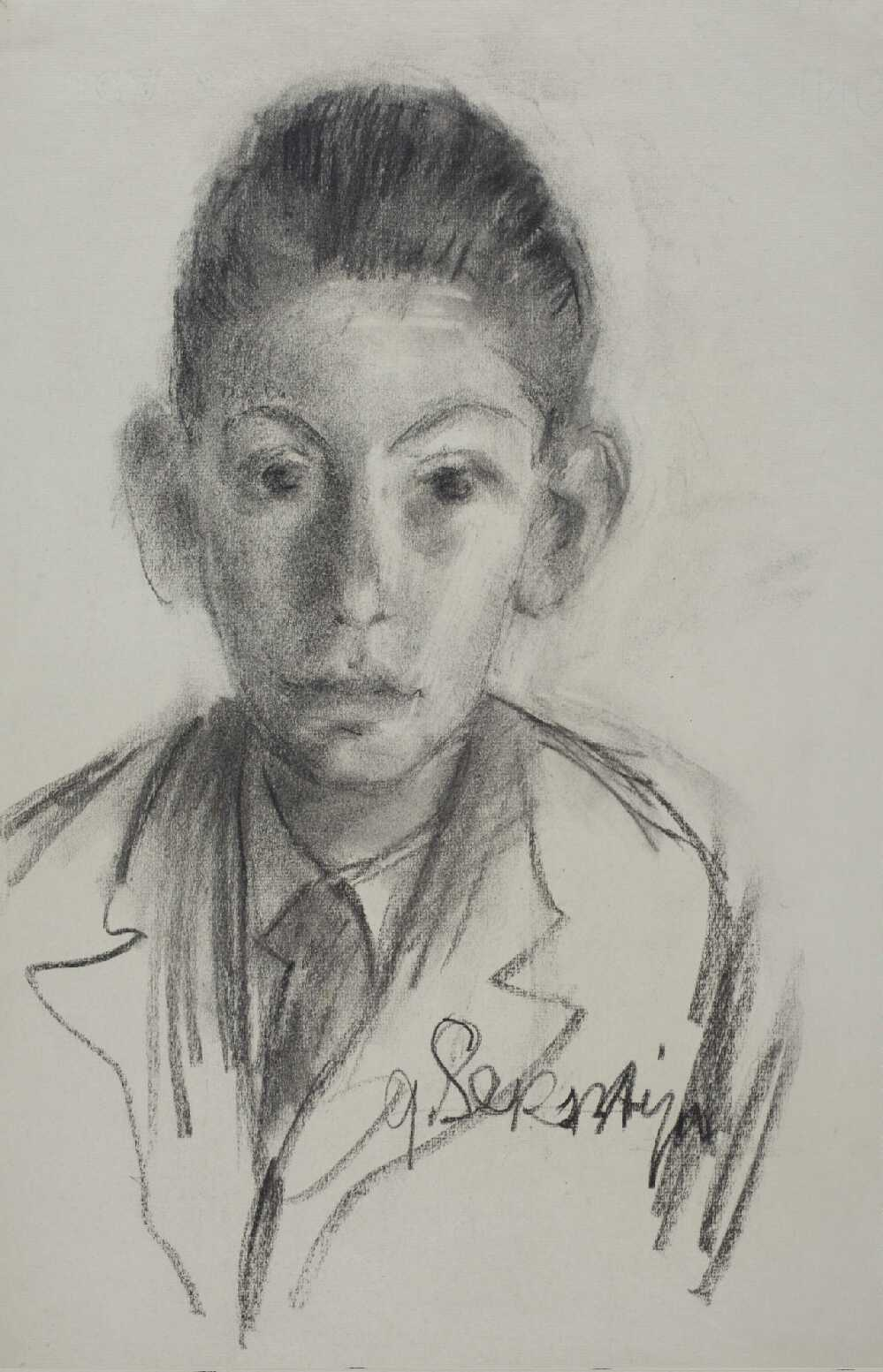
Junge